# Alejo (nombre)
Alejo es una variante en español del nombre Alejandro masculino de origen griego. Proviene de Άλέξιος (pronúnciese «Aléxios»), que a su vez proviene de αλέξω («defender», pronúnciese «aléxo»), por lo que su significado es «protector», «el que defiende».
A pesar de corresponder en español a la versión «Alejo», la versión «Alexis» (pronúnciese «Aléxis») es también un nombre atribuido a muchos hombres de la Hispanidad y del ámbito geográfico de la lengua española.

## Santoral
- 17 de julio: San Alejo mendigo en Roma (404).
- 17 de febrero: San Alejo Falconieri en Florencia (1200)

## Variantes
- Femenino: Aleja, Alexia, Alexisa.
- Diminutivo: Alejito, Alejesito.

| Variantes en otros idiomas | Variantes en otros idiomas |
| -------------------------- | -------------------------- |
| Español                    | Alejo, Alexio, Alexis      |
| Catalán                    | Aleix                      |
| Gallego y aragonés         | Aleixo                     |
| Alemán                     | Alexis, Alexius            |
| Búlgaro                    | Алексей (Aleksej)          |
| Checo                      | Alexej                     |
| Corso                      | Alesiu                     |
| Danés                      | Alexis                     |
| Eslovaco                   | Alexej                     |
| Esloveno                   | Aleksej                    |
| Finlandés                  | Aleksis                    |
| Francés                    | Alexis                     |
| Griego                     | Άλέξιος (Aléxios)          |
| Inglés                     | Alexis                     |
| Italiano                   | Alessio                    |
| Latín                      | Alexius                    |
| Lituano                    | Aleksas                    |
| Neerlandés                 | Alexis, Alexius, Alejen    |
| Noruego                    | Alexis                     |
| Polaco                     | Aleksy                     |
| Portugués                  | Aleixo                     |
| Rumano                     | Alexie                     |
| Ruso                       | Алексей (Aleksej)          |
| Siciliano                  | Alessiu                    |
| Sueco                      | Alexis                     |
| Ucraniano                  | Олексій (Oleksij)          |
| Valenciano                 | Aleix                      |